# Park Jae-seung
Dans ce nom coréen, le nom de famille, Park, précède le nom personnel.
Park Jae-seung (coréen : 박재승) (né le 1er avril 1923 en Corée) est un joueur de football international sud-coréen, qui évoluait au poste de défenseur.

## Biographie

### Carrière en sélection
Avec l'équipe de Corée du Sud, il figure notamment dans le groupe des sélectionnés lors de la coupe du monde de 1954. Lors du mondial, il dispute un match contre la Hongrie.
Il participe également à la coupe d'Asie des nations de 1956.

## Palmarès
Corée du Sud
- Coupe d'Asie des nations (1) :
  - Vainqueur : 1956.